# Kelstrup
Kelstrup – miasto w Danii, w regionie Zelandia, w gminie Odsherred.